# عزرا بي. تايلور
عزرا بي. تايلور (بالإنجليزية: Ezra B. Taylor)‏ هو محامي وقاضي وسياسي أمريكي، ولد في 9 يوليو 1823 في الولايات المتحدة، وتوفي في 29 يناير 1912 في نفس البلد. حزبياً، نشط في الحزب الجمهوري. وقد انتخب عضو مجلس النواب الأمريكي.